# Llista de monuments de la Ribera Baixa
Llista de monuments de la Ribera Baixa inscrits en l'Inventari General del Patrimoni Cultural Valencià per la comarca de la Ribera Baixa.
S'inclouen els monuments declarats com a Béns d'Interés Cultural (BIC), classificats com a béns immobles sota la categoria de monuments (realitzacions arquitectòniques o d'enginyeria, i obres d'escultura colossal), i els monuments declarats com a Béns immobles de rellevància local (BRL). Estan inscrits en l'Inventari General del Patrimoni Cultural Valencià, en les seccions 1a i 2a respectivament.

## Albalat de la Ribera
| Monument                                                                                       | Prot.? | Estil/època   | Localització                             | Coordenades                                          | Codi?         | Imatge |
| ---------------------------------------------------------------------------------------------- | ------ | ------------- | ---------------------------------------- | ---------------------------------------------------- | ------------- | --- |
| Ermita de Sant Roc i Sant Sebastià                                                             | BRL    |               | Albalat de la Ribera Pl. de Sant Roc     | 39° 12′ 04″ N, 0° 23′ 20″ O / 39.201141°N,0.388872°O | 46.21.008-002 | Ermita de Sant Roc i Sant Sebastià (Albalat de la Ribera) · Vegeu més fotos d'aquest monument · Carregueu una nova foto d'aquest monument                    |
| Església parroquial de Sant Pere                                                               | BRL    | Barroc S.XVII | Albalat de la Ribera Pl. de la Cort, 6   | 39° 12′ 05″ N, 0° 23′ 10″ O / 39.2014°N,0.386123°O   | 46.21.008-001 | Església parroquial de Sant Pere (Albalat de la Ribera) · Vegeu més fotos d'aquest monument · Carregueu una nova foto d'aquest monument                      |
| Pont de ferro sobre el Xúquer entre Albalat de la Ribera i Polinyà de Xúquer, o Pont d'Albalat | BRL    | S.XX (1917)   | Albalat de la Ribera i Polinyà de Xúquer | 39° 11′ 52″ N, 0° 23′ 13″ O / 39.197675°N,0.386879°O | 46.21.008-010 | Pont de ferro sobre el Xúquer entre Albalat de la Ribera i Polinyà de Xúquer · Vegeu més fotos d'aquest monument · Carregueu una nova foto d'aquest monument |

## Almussafes
| Monument                               | Prot.? | Estil/època                      | Localització         | Coordenades                                             | Codi?         | Imatge |
| -------------------------------------- | ------ | -------------------------------- | -------------------- | ------------------------------------------------------- | ------------- | --- |
| Torre de Rassef                        | BIC    | Arquitectura Islàmica S.IX; S.XI | Almussafes Pl. Major | 39° 17′ 24″ N, 0° 24′ 50″ O / 39.2900555556°N,0.41375°O | RI-51-0010580 | Torre Racef (Almussafes) · Vegeu més fotos d'aquest monument · Carregueu una nova foto d'aquest monument                          |
| Església de Sant Bartomeu d'Almussafes | BRL    |                                  | Almussafes           | 39° 17′ 24″ N, 0° 24′ 47″ O / 39.290085°N,0.413138°O    | 46.21.035-007 | Església parroquial de Sant Bartomeu (Almussafes) · Vegeu més fotos d'aquest monument · Carregueu una nova foto d'aquest monument |

## Benicull de Xúquer
| Monument                        | Prot.? | Estil/època | Localització                            | Coordenades                                          | Codi?         | Imatge |
| ------------------------------- | ------ | ----------- | --------------------------------------- | ---------------------------------------------------- | ------------- | --- |
| Església parroquial de Sant Roc | BRL    |             | Benicull de Xúquer C. Peu de la Creu, 2 | 39° 11′ 06″ N, 0° 22′ 59″ O / 39.185081°N,0.382958°O | 46.21.904-001 | Església parroquial de Sant Roc (Benicull de Xúquer) · Vegeu més fotos d'aquest monument · Carregueu una nova foto d'aquest monument |

## Corbera
| Monument                               | Prot.? | Estil/època           | Localització                       | Coordenades                                          | Codi?         | Imatge |
| -------------------------------------- | ------ | --------------------- | ---------------------------------- | ---------------------------------------------------- | ------------- | --- |
| Castell de Corbera                     | BIC    | Arquitectura medieval | Corbera Turó al sud de la població | 39° 09′ 18″ N, 0° 21′ 10″ O / 39.155°N,0.352778°O    | RI-51-0009956 | Castell (Corbera) · Vegeu més fotos d'aquest monument · Carregueu una nova foto d'aquest monument                                |
| Torre àrab de l'Ermita de Sant Miquel  | BIC    | Arquitectura medieval | Corbera Turó de Sant Miquel        | 39° 10′ 15″ N, 0° 21′ 26″ O / 39.170877°N,0.357177°O | RI-51-0009217 | Torre àrab de l'Ermita de Sant Miquel (Corbera) · Vegeu més fotos d'aquest monument · Carregueu una nova foto d'aquest monument  |
| Ermita del Santíssim Crist             | BRL    |                       | Corbera                            | 39° 09′ 21″ N, 0° 21′ 20″ O / 39.15583°N,0.35542°O   | 46.21.098-007 | Ermita del Santíssim Crist (Corbera) · Vegeu més fotos d'aquest monument · Carregueu una nova foto d'aquest monument             |
| Església parroquial dels Sants Vicents | BRL    |                       | Corbera                            | 39° 09′ 28″ N, 0° 21′ 21″ O / 39.15790°N,0.35571°O   | 46.21.098-001 | Església parroquial dels Sants Vicents (Corbera) · Vegeu més fotos d'aquest monument · Carregueu una nova foto d'aquest monument |

## Cullera
| Monument                                                                   | Prot.? | Estil/època                                                        | Localització                                               | Coordenades                                          | Codi?         | Imatge |
| -------------------------------------------------------------------------- | ------ | ------------------------------------------------------------------ | ---------------------------------------------------------- | ---------------------------------------------------- | ------------- | --- |
| Castell i muralles                                                         | BIC    | Arquitectura Islàmica - Arquitectura medieval S.XII; S.XVI; S. XIX | Cullera Turó de Cullera                                    | 39° 09′ 58″ N, 0° 14′ 59″ O / 39.166111°N,0.249722°O | RI-51-0004867 | Castell i muralles (Cullera) · Vegeu més fotos d'aquest monument · Carregueu una nova foto d'aquest monument                        |
| Creu de terme                                                              | BIC    | S.XVI                                                              | Cullera Museu Arqueològic de Cullera                       | 39° 09′ 57″ N, 0° 14′ 58″ O / 39.16585°N,0.249483°O  | 46.21.105-023 | Creu de terme (Cullera) · Vegeu més fotos d'aquest monument · Carregueu una nova foto d'aquest monument                             |
| Torre del Marenyet                                                         | BIC    | Renaixement S.XVIII (1792); S.XIX                                  | Cullera A la riba dreta de la desembocadura del riu Xúquer | 39° 08′ 34″ N, 0° 14′ 25″ O / 39.142861°N,0.240278°O | RI-51-0003882 | Torre del Marenyet (Cullera) · Vegeu més fotos d'aquest monument · Carregueu una nova foto d'aquest monument                        |
| Escut heràldic                                                             | BIC    |                                                                    | Cullera                                                    |                                                      | 46.21.105-041 | Escut heràldic (Cullera) · Vegeu més fotos d'aquest monument · Carregueu una nova foto d'aquest monument                            |
| Antiga Ermita de Santa Anna                                                | BRL    |                                                                    | Cullera                                                    | 39° 09′ 47″ N, 0° 15′ 01″ O / 39.163190°N,0.250273°O | 46.21.105-037 | Antiga Ermita de Santa Anna (Cullera) · Vegeu més fotos d'aquest monument · Carregueu una nova foto d'aquest monument               |
| Ermita de los Navarros                                                     | BRL    |                                                                    | Cullera                                                    | 39° 11′ 05″ N, 0° 13′ 08″ O / 39.184692°N,0.218884°O | 46.21.105-033 | Ermita de los Navarros (Cullera) · Vegeu més fotos d'aquest monument · Carregueu una nova foto d'aquest monument                    |
| Ermita dels Sants de la Pedra, Sants Abdó i Senén, actual Museu de l'Arròs | BRL    |                                                                    | Cullera                                                    | 39° 11′ 17″ N, 0° 15′ 17″ O / 39.187994°N,0.254700°O | 46.21.105-008 | Ermita dels Sants de la Pedra (Cullera) · Vegeu més fotos d'aquest monument · Carregueu una nova foto d'aquest monument             |
| Església de l'Encarnació                                                   | BRL    |                                                                    | Cullera                                                    | 39° 09′ 56″ N, 0° 14′ 59″ O / 39.16561°N,0.24971°O   | 46.21.105-007 | Església de l'Encarnació (Cullera) · Vegeu més fotos d'aquest monument · Carregueu una nova foto d'aquest monument                  |
| Església parroquial de la Sang de Crist i Sant Hospital                    | BRL    | S.XVII                                                             | Cullera C. València, 33 i 35                               | 39° 10′ 03″ N, 0° 15′ 30″ O / 39.167454°N,0.258195°O | 46.21.105-005 | Església parroquial de la Sang de Crist (Cullera) · Vegeu més fotos d'aquest monument · Carregueu una nova foto d'aquest monument   |
| Església parroquial dels Sants Joans                                       | BRL    | S.XVII; S.XVIII                                                    | Cullera Pl. de l'Església                                  | 39° 09′ 54″ N, 0° 15′ 16″ O / 39.165118°N,0.254498°O | 46.21.105-006 | Església parroquial dels Sants Joans (Cullera) · Vegeu més fotos d'aquest monument · Carregueu una nova foto d'aquest monument      |
| Església parroquial de Sant Antoni Abat                                    | BRL    |                                                                    | Cullera                                                    | 39° 09′ 55″ N, 0° 14′ 39″ O / 39.165281°N,0.244244°O | 46.21.105-001 | Església parroquial de Sant Antoni Abat (Cullera) · Vegeu més fotos d'aquest monument · Carregueu una nova foto d'aquest monument   |
| Església parroquial de Sant Vicent Màrtir                                  | BRL    |                                                                    | Cullera                                                    | 39° 09′ 36″ N, 0° 15′ 10″ O / 39.160121°N,0.252897°O | 46.21.105-004 | Església parroquial de Sant Vicent Màrtir (Cullera) · Vegeu més fotos d'aquest monument · Carregueu una nova foto d'aquest monument |
| Pont sobre el Xúquer                                                       | BRL    |                                                                    | Cullera                                                    | 39° 09′ 27″ N, 0° 15′ 08″ O / 39.157508°N,0.252278°O | 46.21.105-039 | Pont sobre el Xúquer (Cullera) · Vegeu més fotos d'aquest monument · Carregueu una nova foto d'aquest monument                      |
| Santuari de la Mare de Déu del Castell                                     | BRL    |                                                                    | Cullera                                                    | 39° 09′ 57″ N, 0° 14′ 59″ O / 39.165778°N,0.249739°O | 46.21.105-002 | Santuari de la Mare de Déu del Castell (Cullera) · Vegeu més fotos d'aquest monument · Carregueu una nova foto d'aquest monument    |

## Favara
| Monument                                | Prot.? | Estil/època | Localització | Coordenades                                          | Codi?         | Imatge |
| --------------------------------------- | ------ | ----------- | ------------ | ---------------------------------------------------- | ------------- | --- |
| Església parroquial de Sant Antoni Abat | BRL    |             | Favara       | 39° 07′ 33″ N, 0° 17′ 28″ O / 39.125843°N,0.291079°O | 46.21.123-001 | Església parroquial de Sant Antoni Abat (Favara) · Vegeu més fotos d'aquest monument · Carregueu una nova foto d'aquest monument |

## Fortaleny
| Monument                                | Prot.? | Estil/època | Localització | Coordenades                                          | Codi?         | Imatge |
| --------------------------------------- | ------ | ----------- | ------------ | ---------------------------------------------------- | ------------- | --- |
| Església parroquial de Sant Antoni Abat | BRL    |             | Fortaleny    | 39° 11′ 01″ N, 0° 18′ 47″ O / 39.183481°N,0.313107°O | 46.21.125-001 | Església parroquial de Sant Antoni Abat (Fortaleny) · Vegeu més fotos d'aquest monument · Carregueu una nova foto d'aquest monument |

## Llaurí
| Monument                                      | Prot.? | Estil/època | Localització | Coordenades                                          | Codi?         | Imatge |
| --------------------------------------------- | ------ | ----------- | ------------ | ---------------------------------------------------- | ------------- | --- |
| Església parroquial de la Puríssima Concepció | BRL    |             | Llaurí       | 39° 08′ 50″ N, 0° 19′ 49″ O / 39.147215°N,0.330341°O | 46.21.155-001 | Església parroquial de la Puríssima Concepció (Llaurí) · Vegeu més fotos d'aquest monument · Carregueu una nova foto d'aquest monument |

## Polinyà de Xúquer
| Monument                             | Prot.? | Estil/època | Localització      | Coordenades                                          | Codi?         | Imatge |
| ------------------------------------ | ------ | ----------- | ----------------- | ---------------------------------------------------- | ------------- | --- |
| Ermita de Sant Bernabé               | BRL    |             | Polinyà de Xúquer | 39° 10′ 54″ N, 0° 23′ 47″ O / 39.18158°N,0.39647°O   | 46.21.197-002 | Carregueu una nova foto d'aquest monument                                                                                                |
| Ermita de Sant Sebastià              | BRL    |             | Polinyà de Xúquer | 39° 11′ 23″ N, 0° 21′ 58″ O / 39.18972°N,0.36619°O   | 46.21.197-008 | Carregueu una nova foto d'aquest monument                                                                                                |
| Església parroquial del Sagrat Sopar | BRL    |             | Polinyà de Xúquer | 39° 11′ 48″ N, 0° 22′ 07″ O / 39.196771°N,0.368717°O | 46.21.197-001 | Església parroquial del Sagrat Sopar (Polinyà de Xúquer) · Vegeu més fotos d'aquest monument · Carregueu una nova foto d'aquest monument |

## Riola
| Monument                                    | Prot.? | Estil/època | Localització          | Coordenades                                          | Codi?         | Imatge |
| ------------------------------------------- | ------ | ----------- | --------------------- | ---------------------------------------------------- | ------------- | --- |
| Església parroquial de Santa Maria la Major | BRL    | S.XVIII     | Riola C. Ausiàs March | 39° 11′ 51″ N, 0° 20′ 00″ O / 39.197391°N,0.333249°O | 46.21.215-001 | Església parroquial de Santa Maria la Major (Riola) · Vegeu més fotos d'aquest monument · Carregueu una nova foto d'aquest monument |

## Sollana
| Monument                                                               | Prot.? | Estil/època           | Localització                              | Coordenades                                          | Codi?         | Imatge |
| ---------------------------------------------------------------------- | ------ | --------------------- | ----------------------------------------- | ---------------------------------------------------- | ------------- | --- |
| Restes de la Torre de Trullàs                                          | BIC    | S.XIII al S.XX        | Sollana A uns 5 km del poble              | 39° 15′ 13″ N, 0° 23′ 17″ O / 39.253673°N,0.388138°O | 46.21.233-009 | Restes de la Torre de Trullàs (Sollana) · Vegeu més fotos d'aquest monument · Carregueu una nova foto d'aquest monument                |
| Convent de la Immaculada Concepció, o Convent fortificació de la Mercé | BRL    | S.XVIII (1792); S.XIX | Sollana C. Alzira, 2 - pl. de Joan Fuster | 39° 16′ 46″ N, 0° 23′ 00″ O / 39.27946°N,0.38346°O   | 46.21.233-008 | Convent de la Immaculada Concepció (Sollana) · Vegeu més fotos d'aquest monument · Carregueu una nova foto d'aquest monument           |
| Església de la Immaculada                                              | BRL    |                       | Sollana                                   | 39° 16′ 46″ N, 0° 23′ 00″ O / 39.27944°N,0.38347°O   | 46.21.233-002 | Església de la Immaculada (Sollana) · Modifica el valor a Wikidata · Carregueu una nova foto d'aquest monument                         |
| Església parroquial de Santa Maria Magdalena                           | BRL    | S.XVIII               | Sollana Pl. Major                         | 39° 16′ 40″ N, 0° 22′ 50″ O / 39.277685°N,0.380523°O | 46.21.233-001 | Església parroquial de Santa Maria Magdalena (Sollana) · Vegeu més fotos d'aquest monument · Carregueu una nova foto d'aquest monument |

## Sueca
| Monument                                                                           | Prot.? | Estil/època           | Localització                                  | Coordenades                                            | Codi?         | Imatge |
| ---------------------------------------------------------------------------------- | ------ | --------------------- | --------------------------------------------- | ------------------------------------------------------ | ------------- | --- |
| Església parroquial de Sant Pere Apòstol                                           | BIC    | Barroc - Historicista | Sueca Pl. Sant Pere, 1                        | 39° 12′ 06″ N, 0° 18′ 38″ O / 39.201667°N,0.310556°O   | RI-51-0004771 | Església parroquial de Sant Pere Apòstol (Sueca) · Vegeu més fotos d'aquest monument · Carregueu una nova foto d'aquest monument                  |
| Creu de la Llonga                                                                  | BIC    | S.XIII; S.XIV         | Sueca Partida de la Llonga                    | 39° 16′ 07″ N, 0° 20′ 56″ O / 39.268647°N,0.348781°O   | 46.21.235-057 | Creu de la Llonga (Sueca) · Modifica el valor a Wikidata · Carregueu una nova foto d'aquest monument                                              |
| Muralla Carlista de Sueca                                                          | BIC    | S.XIX (1838)          | Sueca Ronda del Borx 68 Carrer del Sequial 81 | 39° 12′ 17″ N, 0° 18′ 53″ O / 39.204807°N,0.314647°O   | 46.21.235-058 | Muralla Carlista de Sueca · Vegeu més fotos d'aquest monument · Carregueu una nova foto d'aquest monument                                         |
| Ermita dels Benissants de la Pedra, Sants Abdó i Senén                             | BRL    | S.XIV; S.XVII         | Sueca Cabeçol dels Sants                      | 39° 14′ 32″ N, 0° 18′ 58″ O / 39.242295°N,0.315996°O   | 46.21.235-006 | Ermita dels Benissants de la Pedra (Sueca) · Vegeu més fotos d'aquest monument · Carregueu una nova foto d'aquest monument                        |
| Església de l'Hospitalet                                                           | BRL    |                       | Sueca                                         | 39° 12′ 08″ N, 0° 18′ 43″ O / 39.202285°N,0.312060°O   | 46.21.235-003 | Església de l'Hospitalet (Sueca) · Vegeu més fotos d'aquest monument · Carregueu una nova foto d'aquest monument                                  |
| Església parroquial de la Mare de Déu de Fàtima                                    | BRL    |                       | Sueca Ronda del Cabanyal 26                   | 39° 11′ 53″ N, 0° 18′ 36″ O / 39.197933°N,0.3100375°O  | 46.21.235-004 | Església parroquial de la Mare de Déu de Fàtima (Sueca) · Vegeu més fotos d'aquest monument · Carregueu una nova foto d'aquest monument           |
| Església parroquial de la Mare de Déu de Sales, antic convent de franciscans       | BRL    | S.XVIII               | Sueca Pl. del Convent, 1 i 2                  | 39° 12′ 09″ N, 0° 18′ 57″ O / 39.202596°N,0.315826°O   | 46.21.235-002 | Església parroquial de la Mare de Déu de Sales (Sueca) · Vegeu més fotos d'aquest monument · Carregueu una nova foto d'aquest monument            |
| Església parroquial de la Mare de Déu del Carme                                    | BRL    |                       | Sueca Plaça Pau 3                             | 39° 12′ 22″ N, 0° 18′ 51″ O / 39.2060307°N,0.3142681°O | 46.21.235-005 | Església parroquial de la Mare de Déu del Carme (Sueca) · Vegeu més fotos d'aquest monument · Carregueu una nova foto d'aquest monument           |
| Església parroquial de la Mare de Déu del Roser                                    | BRL    |                       | Sueca Mareny de Barraquetes                   | 39° 14′ 45″ N, 0° 15′ 52″ O / 39.245724°N,0.264332°O   | 46.21.235-007 | Església parroquial de la Mare de Déu del Roser (Sueca) · Vegeu més fotos d'aquest monument · Carregueu una nova foto d'aquest monument           |
| Església parroquial de Sant Pasqual Bailón                                         | BRL    |                       | Sueca Via Sucronense (El Perelló)             | 39° 16′ 39″ N, 0° 16′ 41″ O / 39.277488°N,0.278118°O   | 46.21.235-008 | Església parroquial de Sant Pasqual Bailón (Sueca) · Vegeu més fotos d'aquest monument · Carregueu una nova foto d'aquest monument                |
| Presó i Jutjat, antic claustre                                                     | BRL    |                       | Sueca                                         | 39° 12′ 09″ N, 0° 18′ 58″ O / 39.20239°N,0.31603°O     | 46.21.235-056 | Presó i Jutjat (Sueca) · Vegeu més fotos d'aquest monument · Carregueu una nova foto d'aquest monument                                            |
| Pont de ferro Alfons XIII sobre el Xúquer entre Sueca i Fortaleny, o Pont de Riola | BRL    |                       | Sueca i Fortaleny                             | 39° 11′ 32″ N, 0° 19′ 09″ O / 39.192259°N,0.319131°O   | 46.21.235-044 | Pont de ferro Alfons XIII sobre el Xúquer entre Sueca i Fortaleny · Vegeu més fotos d'aquest monument · Carregueu una nova foto d'aquest monument |